# Egil Bjerklund
Egil Henrik Bjerklund (* 5. September 1933 in Oslo; † 29. September 2022 ebenda) war ein norwegischer Eishockeyspieler.

## Karriere
Egil Bjerklund spielte seine gesamte Karriere von 1951 bis 1965 für Hasle-Løren IL. 1961 wurde er mit dem Gullpucken ausgezeichnet. Für die norwegische Nationalmannschaft absolvierte er 56 Länderspiele und nahm unter anderem an den Olympischen Winterspielen 1952 in Oslo und 1964 in Innsbruck sowie an sieben Weltmeisterschaften teil.
Bei den Olympischen Winterspielen 1968 in Grenoble, der Weltmeisterschaft 1967 und Weltmeisterschaft 1975 war er Cheftrainer des norwegischen Eishockeyteams.